# Evangelische Kirche (Heiligkreuz)

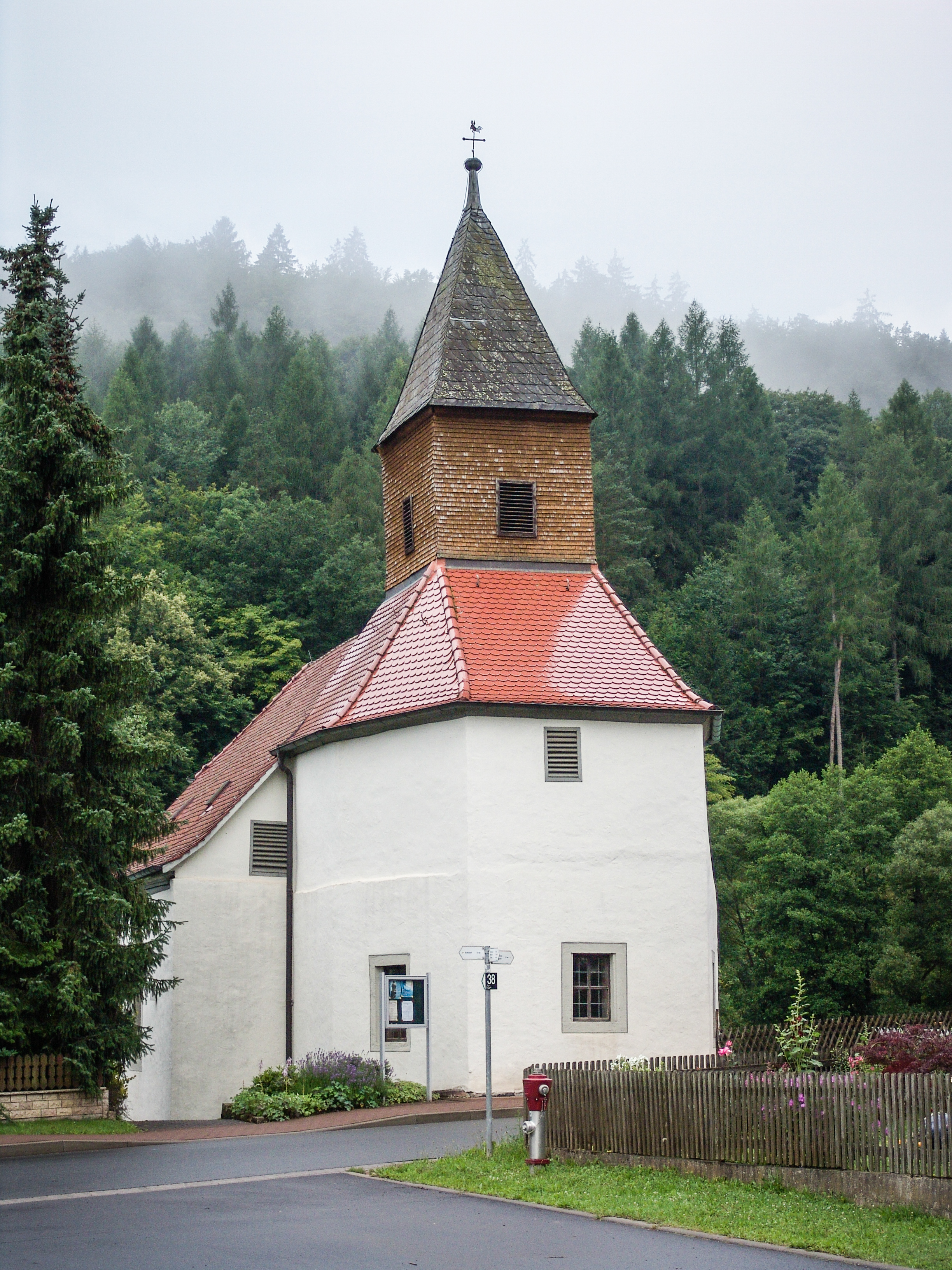
Evangelische Kirche Heiligkreuz

Die evangelisch-lutherische Kirche von Heiligkreuz, einem Gemeindeteil des bayerischen Marktes Wartmannsroth im unterfränkischen Landkreis Bad Kissingen ist eine Dorfkirche. Die Kirchengemeinde gehört wie Detter zur Pfarrei Weißenbach im Dekanat Lohr am Main.
Die Kirche gehört zu den Baudenkmälern von Wartmannsroth und ist unter der Nummer D-6-72-161-6 in der Bayerischen Denkmalliste registriert.

## Geschichte
Der Chor der Kirche stammt aus dem 16. Jahrhundert. Das barocke Langhaus der Kirche stammt aus dem 18. Jahrhundert; eine Inschrift auf der Empore trägt die Jahreszahl 1783. Die älteste der drei Glocken der Kirche ist von 1510.

## Beschreibung
Das Langhaus besitzt zwei Fensterachsen. Es ist flachgedeckt wie der nach Osten weisende Chor mit Dreiachtelschluss und drei Fenstern. Die Fenster sind Segmentbögen. Über dem Chor erhebt sich der Dachreiter.

## Ausstattung
Der steinerne Altar trägt ein kleines Kruzifix. Davor steht das Taufbecken mit dem Kopf eines Putto, das im Jahr 1571. Die Kanzel auf der linken Seite des runden Chorbogens ist sechseckig. Die Empore nimmt die gesamte südliche und westliche Wand ein. Auf ihrer Südseite steht die Orgel.